# مهرجان الجزائر الدولي للسينما 2016
مهرجان الجزائر الدولي للسينما 2016 وهي الطبعة السابعة المهداة لروح القائد الكوبي الراحل فيدال كاسترو الذي كأحد رموز الالتزام والتفتح على الثقافة.
وسيتم في هذه التظاهرة عرض17  فيلما (بين روائي ووثائقي)  وفيلمين خارج المنافسة تم اختيارهم على أساس النوعية والالتزام في الطرح رغم الظروف المالية الصعبة

## الأفلام المشاركة

### الروائي
1. «أنا دانيل بليك» الفائز بالسعفة الذهبية في الدورة الأخيرة لمهرجان كان للمخرج كان لواش.
2. «رسائل من الحرب» للبرتغالي ايفون فيبرايرا
3. «صوي نيرو» من إخراج رافي بيتس
4. «المرتزق»(2016) للفرنسي ساشا وولف.
5. 'أنا نجوم بنت العاشرة ومطلقة"

#### الفيلم الوثائقي
1. «لجواد» [4]
2. الوثائقي الإيطالي «فوكوامار بعيدا عن لامبيدوزا»

### افلام خارج المنافسة
1. «ميلاد امة» فيلم أمريكي
2. «معلم الكمان» فيلم برازيلي
3. «أولاد مقران» للمخرج عمور حكار

## لجنة التحكيم

### لجنة تحكيم الأفلام الروائية
- المخرج عبد الكريم بهلول

### لجنة الأفلام الوثائقية
- المخرجة فاطمة الزهراء زعموم

## مائدة مستديرة
إلى جانب العروض ستنظم هذه الدورة التي تكرم المخرجة جميلة صحرواي مائدتين مستديرتين وهما:
1. «الالتزام في السينما بين الدعوة والتحديات»
2. الثانية بعنوان «كيف يمكن دعم ظهور سينما فتية في الجزائر» يشرف عليها الناقد السينمائي احمد بجاوي